# Гарден (тауншип, Миннесота)
Гарден (англ. Garden) — тауншип в округе Полк, Миннесота, США. На 2000 год его население составило 227 человек.

## География
По данным Бюро переписи населения США площадь тауншипа составляет 92,3 км², из которых 87,5 км² занимает суша, а 4,8 км² — вода (5,16 %).

## Демография
По данным переписи населения 2000 года здесь находились 227 человек, 84 домохозяйства и 65 семей.  Плотность населения —  2,6 чел./км².  На территории тауншипа расположено 109 построек со средней плотностью 1,2 построек на один квадратный километр. Расовый состав населения: 100,00 % белых.
Из 84 домохозяйств в 32,1 % воспитывались дети до 18 лет, в 71,4 % проживали супружеские пары, в 4,8 % проживали незамужние женщины и в 22,6 % домохозяйств проживали несемейные люди. 19,0 % домохозяйств состояли из одного человека, при том 4,8 % из — одиноких пожилых людей старше 65 лет. Средний размер домохозяйства — 2,70, а семьи — 3,08 человека.
28,2 % населения — младше 18 лет, 5,7 % — в возрасте от 18 до 24 лет, 23,3 % — от 25 до 44, 30,4 % — от 45 до 64, и 12,3 % — старше 65 лет. Средний возраст — 42 года. На каждые 100 женщин приходилось 124,8 мужчин.  На каждые 100 женщин старше 18 приходилось 117,3 мужчин.
Средний годовой доход домохозяйства составлял 39 583 доллара, а средний годовой доход семьи —  48 750 долларов. Средний доход мужчин —  23 750  долларов, в то время как у женщин — 26 250. Доход на душу населения составил 16 056 долларов. За чертой бедности находились 1,5 % семей и 7,8 % всего населения тауншипа, из которых 18,9 % младше 18 и 10,3 % старше 65 лет.